# Cortodera semilivida
Cortodera semilivida är en skalbaggsart som beskrevs av Maurice Pic 1891. Cortodera semilivida ingår i släktet Cortodera och familjen långhorningar. Inga underarter finns listade i Catalogue of Life.